# Uilnevel

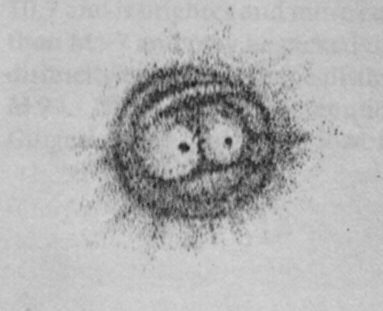
tekening van M97 door Lord Rosse

De Uilnevel (M97) is een planetaire nevel in het sterrenbeeld Grote Beer (Ursa Major). Het is een van de zwakste objecten uit de lijst van Charles Messier, die het opnam in 1781. De naam "Uilnevel" werd in 1848 gegeven door Lord Rosse, omdat hij door twee donkere vlekken wel wat weg heeft van de kop van een Uil. Zoals de meeste planetaire nevels zendt de Uilnevel zijn zichtbare licht voornamelijk in een enkele spectraallijn uit, 500,7 nm.
De centrale ster van deze nevel is ongeveer 0,7 maal zo zwaar als onze zon en de nevel is 6000 jaar oud.
Vanaf de aarde gezien bevindt zich een halve graad ten oostzuidoosten van Messier 97 de compacte groep sterrenstelsels HCG 50 (Hickson Compact Group 50).